# Gloria

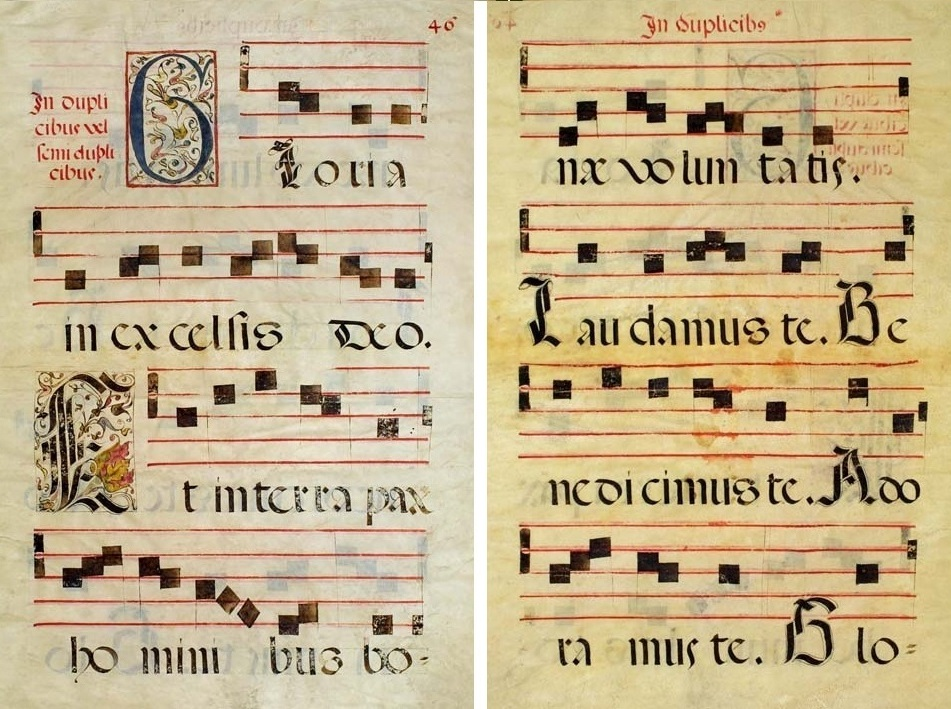
Anfang des Gloria in einem italienischen Choralbuch des 16. Jahrhunderts

Das Gloria (latein glōria „Ruhm“, „Ehre“) ist ein aus der römischen Messe stammender liturgischer Lobgesang. Er findet primär in den westkirchlichen und den davon abstammenden protestantischen Liturgien, seltener in den ostkirchlichen Gottesdiensten Verwendung. Meist bezeichnet er als Kurzform den Hymnus Gloria in excelsis Deo („Ehre sei Gott in der Höhe“). In Abgrenzung zum Gloria patri bezeichnet man ihn auch als „großes Gloria“ bzw. „große Doxologie“. Bei diesen beiden Glorias aus dem 4. Jahrhundert handelt es sich um die geläufigsten Doxologien der christlichen Kirchen.
Trotz der lateinischen Bezeichnung hat es seinen Ursprung im östlichen Christentum.

## Der Begriff „Gloria“ bzw. „gloria dei“
Der lateinische Begriff glōria „Ehre“, „Ruhm“, „Herrlichkeit“ ist im Christentum mit der hebräischen כָּבוֹד kāḇōd „Ehre“, „Herrlichkeit“, urspr. „Schwere“ und der altgriechischen δόξα dóxa „Ruhm“, „Ehre“, urspr. „Glanz“ gleichzusetzen. In den orthodoxen Kirchen steht er auch für слава slawa.
Im Alten Testament bezeichnet die gloria dei die äußere Anerkennung der Ehre, die man Gott zuerkennen oder verweigern kann. In eschatologischer Perspektive bezieht sie sich auf die endgültige Verwirklichung seines Herrschaftsanspruchs. Schon in Jes 6,3  spricht diese Hoffnung aus dem hymnischen Überschwang der Seraphim. Die Hauptbedeutung der Ehre Gottes ist der Ausdruck seines göttlichen Wesens. Mit der zuerkannten Ehre wird dieses Wesen bejaht.
Die gloria dei zeigt das Wesen Gottes in seiner Schöpfung und seinen Taten. In diesem Sinne bezeichnet Calvin die Schöpfung als theatrum gloriae Dei „Schauplatz der Ehre Gottes“: Sie kann in der Schöpfung gesehen werden, geht aber nicht darin auf.
Auch im Neuen Testament beschreibt die gloria dei primär die Aussage von der göttlichen Wesensart, es handelt sich also um eine Prädikation. Gott die Ehre zu geben geschieht in zweifacher Weise: In einer im Handeln vollzogenen Bejahung oder als lobpreisende Feststellung (Doxologie) dessen, was er ist. Diese Gottesprädikation wird im Neuen Testament auf Jesus Christus übertragen und streng christologisch ausgerichtet. Dabei überwiegt der Blick auf die Parusie und wird explizit auf die kommende Herrlichkeit des erhöhten Christus bezogen. Die gloria dei ist irdisch nur im Glauben sichtbar. Sie entsteht aus Jesu Tod: Die in Christus inkarnierte gloria dei ist als Verwirklichung der Liebe, Gnade und Wahrheit zu verstehen, die am Kreuz in entscheidender Weise offenbart und darin soteriologisch akzentuiert wird. Das Vertrauen auf die verheißene Lebensgemeinschaft mit Gott kann nur als andeutender Hinweis auf die Situation der theologie gloriae zur Sprache können. Diese Situation kann im Horizont des Vorletzten nur mit dem totaliter aliter des eschatologischen Vorbehalts signalisiert werden.
Dass die Ehre einem Menschen erwiesen wird, kommt im Alten Testament selten vor. Während im Alten Testament der Bezug des Gläubigen zur gloria dei sich stärker aufs Schauen richtet, verschiebt sich dieser Fokus im Neuen Testament hin zu einer Teilhabe an der gloria dei in Christus.

## Lobpreis
Der Lobpreis ist für die christliche Liturgie konstitutiv. Die Gemeinde antwortet auf die Anrufung Gottes in der Liturgie und seine Heilszuwendung mit der Verherrlichung Gottes. Damit führt sie ein zentrales biblisches Handeln fort. Voraussetzung für den Lobpreis ist die Bejahung bzw. das Gutheißen des Seins Gottes. Im Lobpreis gibt die Gemeinde Gott die Ehre, sodass Welt und Person als Segen erscheinen und antwortend zu ihrem Ursprung zurückkehren. Die Notwendigkeit des Gotteslobs stellt eine Urerkenntnis menschlicher Religiosität dar. In der Liturgie findet die Klage ihren Raum nur im Zusammenhang des Lobpreises.
In der Liturgie wird der Lobpreis durch Gestus, Sprache und Gesang ausgedrückt. Er vor allem in der Feier des Abendmahls und im Stundengebet verankert. Auch darüber hinaus weisen viele liturgische Einzeltexte Lobcharakter auf: Neben dem Gloria u. a. auch das Halleluja, die Akklamation vor und nach der Evangeliumslesung und die beraka-Gebete der katholischen Gabenbereitung.
In der christlichen Liturgie sind nichtbiblische, poetisch-doxologisch strukturierte Gesänge und Gebete seit jeher in Gebrauch. Vor allem in der Westkirche ist ihr genuiner Ort meist das Stundengebet.

## Der Text desGloria in excelsis

### Entwicklung des Textes
Der liturgische Gesang des Gloria in excelsis, auch „großes Gloria“ oder „große Doxologie“ genannt, entstammt dem Lob der Engel in der Weihnachtsgeschichte (Lk 2,14 ). Darum wird es auch Hymnus angelicus genannt.
| Novum Testamentum Graecae | Biblia Sacra Vulgata                                                   | Vetus Latina                                                       | Einheitsübersetzung                                                               | Luther 2017                                                                           | Luther 1912                                                                       | Elberfelder Bibel                                                                        |
| --- | ---------------------------------------------------------------------- | ------------------------------------------------------------------ | --------------------------------------------------------------------------------- | ------------------------------------------------------------------------------------- | --------------------------------------------------------------------------------- | ---------------------------------------------------------------------------------------- |
| δόξα ἐν ὑψίστοις θεῷ καὶ ἐπὶ γῆς εἰρήνη ἐν ἀνθρώποις εὐδοκίας. dóxa en hypsístois theō kaì epì gēs eirēnē en anthrōpois eudokías | gloria in altissimis Deo et in terra pax in hominibus bonae voluntatis | Gloria in excelsis Deo, et in terra pax hominibus bonae voluntatis | Ehre sei Gott in der Höhe und Friede auf Erden den Menschen seines Wohlgefallens. | Ehre sei Gott in der Höhe und Friede auf Erden bei den Menschen seines Wohlgefallens. | Ehre sei Gott in der Höhe und Friede auf Erden und den Menschen ein Wohlgefallen! | Herrlichkeit Gott in der Höhe, und Friede auf Erden in den Menschen ⟨des⟩ Wohlgefallens! |

Dieses biblische Wort wurde um einen Lobpreis des Vaters in jüdisch-christlicher Akklamationstradition und eine literneiartige Anrufung Jesu Christi mit trinitarischem Abschluss ergänzt. Trotz der antiarianischen Präzisierungen ist davon auszugehen, dass der Ursprung älter ist als die arianisierte Rezension am Ende der Constitutiones apostoloum VII.
Der griechische Text findet sich bereits im Codex Alexandrinus (5. Jahrhundert), die Apostolischen Konstitutionen (4. Jahrhundert) kennen ein an den Vater gerichtetes Gloria. Die älteste lateinische Fassung findet sich im Antiphonar von Bangor (um 690). Im 9. Jahrhundert war der Text ausgeformt. Bei Gloria in excelsis handelt es sich um den ältesten überlieferten Hymnus in lateinischer Sprache.
Die Aufnahme der ostkirchlichen Hymnen wie des Gloria in die lateinische Kirche zählen zu den bedeutendsten Übertragungen von Kirchengesängen in eine andere Sprache.

### Heutiger Text
Angelehnt an die biblischen Worte besteht auch das liturgische Gloria aus zwei Teilen:
1. Ein an Gott gerichteter fünfmaliger Lobpreis, der mit einer Doxologie abgeschlossen wird
2. Eine an Christus gerichtete dreigliedrige Litanei, an die eine Doxologie und ein trinitarischer Abschluss anschließen

Das Gloria gleicht als umfassendes Gotteslob und Christusbekenntnis dem ebenfalls zweiteiligen Te Deum.
Inhaltlich stellt das Gloria eine kunstvolle Zusammensetzung aus lobpreisenden Psalmversen dar. Auch andere liturgische Gesänge wie das Agnus Dei, Sanctus oder Credo wurden aufgenommen. Unter Bezug auf verschiedene neutestamentliche Aussagen betont der Text die göttliche Würde des erhöhten Christus.
Nach Verherrlichung und Dank des Vaters wendet sich der Gesang direkt an Christus als Lamm Gottes und Sohn. Zuletzt werden Christus und dem Heiligen Geist Heiligkeit und Herrschaft zugeschrieben.
| Griechisch | Lateinisch | Deutsch |
| --- | --- | --- |
| Δόξα Σοι τῷ δείξαντι τὸ φῶς. Δόξα ἐν ὑψίστοις Θεῷ καὶ ἐπὶ γῆς εἰρήνη ἐν ἀνθρώποις εὐδοκίας. Ὑμνοῦμέν σε, εὐλογοῦμέν σε, προσκυνοῦμέν σε, δοξολογοῦμέν σε, εὐχαριστοῦμέν σοι, διὰ τὴν μεγάλην σου δόξαν. Κύριε Βασιλεῦ, ἐπουράνιε Θεέ, Πάτερ παντοκράτορ, Κύριε Υἱὲ μονογενές, Ἰησοῦ Χριστέ, καὶ Ἅγιον Πνεῦμα. Κύριε ὁ Θεός, ὁ ἀμνὸς τοῦ Θεοῦ, ὁ Υἱός τοῦ Πατρός, ὁ αἴρων τὴν ἁμαρτίαν τοῦ κόσμου, ἐλέησον ἡμᾶς, ὁ αἴρων τὰς ἁμαρτίας τοῦ κόσμου. Πρόσδεξαι τὴν δέησιν ἡμῶν, ὁ καθήμενος ἐν δεξιᾷ τοῦ Πατρός, καὶ ἐλέησον ἡμᾶς. Ὅτι σὺ εἶ μόνος Ἅγιος, σὺ εἶ μόνος Κύριος, Ἰησοῦς Χριστός, εἰς δόξαν Θεοῦ Πατρός. Ἀμήν. (griechische Fassung aus dem orthodoxen Orthros, siehe ) | Gloria in excelsis Deo et in terra pax hominibus bonae voluntatis. Laudamus te, benedicimus te, adoramus te, glorificamus te, gratias agimus tibi propter magnam gloriam tuam, Domine Deus, Rex caelestis, Deus Pater omnipotens, Domine Fili unigenite, Jesu Christe, Domine Deus, Agnus Dei, Filius Patris, qui tollis peccata mundi, miserere nobis; qui tollis peccata mundi, suscipe deprecationem nostram. Qui sedes ad dexteram Patris, miserere nobis. Quoniam tu solus Sanctus, tu solus Dominus, tu solus Altissimus, Jesu Christe, cum Sancto Spiritu: in gloria Dei Patris. Amen. (lateinische Fassung nach dem Messbuch der katholischen Kirche) | Ehre sei Gott in der Höhe und Friede auf Erden den Menschen seiner Gnade. Wir loben dich, wir preisen dich, wir beten dich an, wir rühmen dich und danken dir, denn groß ist deine Herrlichkeit. Herr und Gott, König des Himmels, Gott und Vater, Herrscher über das All. Herr, eingeborener Sohn, Jesus Christus. Herr und Gott, Lamm Gottes, Sohn des Vaters, du nimmst hinweg die Sünde der Welt: erbarme dich unser; du nimmst hinweg die Sünde der Welt: nimm an unser Gebet; du sitzest zur Rechten des Vaters: erbarme dich unser. Denn du allein bist der Heilige, du allein der Herr, du allein der Höchste: Jesus Christus mit dem Heiligen Geist, zur Ehre Gottes des Vaters. Amen. (deutsche ökumenische Fassung von 1971, hier nach Gotteslob Nr. 583) |

Im evangelischen Gottesdienst kann das Gloria durch ein Glorialied ersetzt werden und außerhalb der Festtage auf den biblischen Anfang reduziert werden. Oft kommt es zu einer Dopplung aus einem gelesenen (oft reduzierten) bzw. dem Chor zugewiesenen Gloria und einem Glorialied der Gemeinde.
| vollständiges Gloria | verkürztes Gloria I | verkürztes Gloria II | Gloria-Lied: Allein Gott in der Höh sei Ehr |
| --- | --- | --- | --- |
| I. Ehre sei Gott in der Höhe II. und auf Erden Fried, den Menschen ein Wohlgefallen I. Wir loben dich, wir beten dich an, II. wir preisen dich, wir sagen dir Dank I + II. um deiner großen Ehre willen, I. Herr Gott, himmlischer König, II. Gott, allmächtiger Vater. I + II. Herr, eingeborner Sohn, Jesu Christe, du Allerhöchster. I. Herr Gott, Lamm Gottes, II. ein Sohn des Vaters, I. der du hinnimmst die Sünd der Welt: erbarm dich unser, II. der du hinnimmst die Sünd der Welt: nimm an unser Gebet, I + II. der du sitzest zu der Rechten des Vaters: erbarm dich unser. I. Denn du bist allein heilig, II. du bist allein der Herr, I. du bist allein der Höchst, Jesu Christe, II. mit dem Heilgen Geist in der Herrlichkeit des Vaters. I + II. Amen. (mit Möglichkeit des Wechselgesangs, nach dem Evangelischen Gesangbuch Nr. 180.1) | Ehre sei Gott in der Höhe und auf Erden Fried, den Menschen ein Wohlgefallen. (nach: Evangelisches Gottesdienstbuch, S. 66) | Ehre sei Gott in der Höhe und Friede auf Erden den Menschen seiner Gnade. (nach: Evangelisches Gottesdienstbuch, S. 70) | Allein Gott in der Höh sei Ehr und Dank für seine Gnade, darum dass nun und nimmermehr uns rühren kann kein Schade. Ein Wohlgefalln Gott an uns hat; nun ist groß Fried ohn Unterlass, all Fehd hat nun ein Ende. (nach dem Evangelischen Gesangbuch Nr. 179, Strophe 1) |

## Liturgische Verwendung

### Entwicklung als liturgisches Stück
Das Wagnis der gottesdienstlichen Gemeinde, die es sich herausnimmt, in den Lobpreis der Engel einzustimmen, liegt begründet im leibhaften Wort und der Freiheit des Geistes Gottes. Mit der Akklamation der Engel „Gloria in excelsis deo“ (Lk 2,14 ) und „sanctus sanctus sanctus Dominus exercituum plena est omnis terra gloria eius“ (Jes 6,3 ) brechen Schrecken und Freude hervor, die zum Paradigma wurden, indem die biblischen Erzählungen immer wieder neu von der Gemeinde umgesetzt wurden und sie so in den liturgischen Lobpreis eingingen.
Das Gloria ist auf die griechischsprechende Christenheit der Ostkirche zurückzuführen. Die frühesten Zeugnisse einer liturgischen Verwendung des Gloria stammen aus dem 4. Jahrhundert. Hier wird das Gloria dem Morgengottesdienst oder dem Ende des Nachtgottesdienstes zugeordnet. Diese Tradition erhält sich in den östlichen Kirchen bis heute. Teilweise wurden auch westliche Traditionen davon beeinflusst, beispielsweise enthält der Morgengottesdienst nach ambrosianischer Liturgie einen Gloriatext mit antiarianischen Interpolationen, weshalb er wohl vor dem 7. Jahrhundert zu datieren ist. Das Antiphonar von Bangor (7. Jahrhundert) enthält eine alexandrinische Version des Gloria in Übersetzung. Diese wird Vesper und Matutin zugeordnet.
Zunächst fungierte das Gloria wie auch das Te Deum unter den Cantica, was wohl darauf zurückzuführen ist, dass man zur Abwehr von Häresien im Abendland seit dem 4. Jahrhundert die psalmi idiotici, neugedichtete Psalmen, unterdrückte. Die Cantica traten an ihre Stelle. Das Gloria und Te Deum sind die einzigen Cantica, die sich bis heute erhalten haben.
Der Psalter, der in der Ostkirche bis ins Mittelalter hinein in Gebrauch war (Konstantinopel bis ins 13. Jahrhundert, Thessaloniki bis ins 15. Jahrhundert), umfasste neben den 150 Psalmen der LXX, zusammengefasst in 76 Antiphonen, weitere 15 Cantica aus dem Altern und Neuen Testament und schloss mit dem großen Gloria. Zusammen mit dem Euchologion und der Fürbitte der Diakone bildeten ausgewählte Psalmen und Cantica das verbale Grundgerüst des täglichen Gottesdienstzyklus. Innerhalb einer Woche wurden alle Psalter-Antiphone und -gesänge vorgetragen. Dabei wurden einzelne Verse von Chören oder Solisten vorgetragen und durch Ausrufe oder Troparien der ganzen Gemeinde beantwortet.
Wann das Gloria Eingang in die Messe des Westens fand, lässt sich nicht rekonstruieren. Vermutlich wurde es im 6. Jahrhundert übernommen. Eine Notiz im Liber pontificalis vermerkt, Papst Symmachus habe den Gebrauch des Gloria auf alle Sonntags- und Märtyrer-Messen ausgedehnt, wo es seinen Platz in der Abendmahlsfeier nach dem Kyrie erhielt. Offensichtlich falsch ist die Anmerkung, Papst Telesphorus († 136/7) habe das Gloria in der Zweiten Weihnachtsmesse aufgenommen. Jedoch deutet diese Notiz darauf hin, dass das Gloria schon früh in der Christmette gesungen wurde. Seinen gewohnten Platz in den Ordines Romani nach dem Kyrie erhielt das Gloria im 8. Jahrhundert, woraufhin sich die Verwendung von den Sonn- und Festtagen auf alle Wochentage ausdehnte. Bereits im Mittelalter zählte das Gloria gemeinsam mit dem Kyrie, Credo, Sanctus und Agnus Dei zum Messordinarium. Im Ursprung stellte es in der lateinischen Kirche einen Festgesang dar.
Im Jahr 1526 entwarf Johannes Brenz für Schwäbisch Hall eine Ordnung für den Abendmahlsgottesdienst. Dieser folgte auf die Predigt und enthielt in seinem ersten Teil im Wesentlichen die Stücke des Wortgottesdienstes, bei dem das Gloria zwischen dem Kyrie und dem „gemein gebet“ gesungen wurde. Luther ordnete in der Formula missae (1523) und den Wittenbergischen Messeordnungen (1528 und 1533) das Gloria zeitweise dem Kyrie zu. In der Deutschen Messe entfällt es. In anderen reformatorischen Gottesdienstformularen überwiegt die Verwendung des Gloria, das entweder in deutscher oder lateinischer Sprache gesungen wurde. Zwinglis Abendmahlskonzeption „Action oder bruch des nachtmals“ (April 1525) sah die Beteiligung der Gemeinde beim Abendmahl vor. Dies geschah dadurch, dass die drei liturgischen Stücke – das Gloria in excelsis mit verkürztem Laudamus, das apostolische Glaubensbekenntnis und Psalm 113 – im Wechsel von Männern und Frauen gesprochen werden sollten. Der Stadtrat widersprach diesem Entwurf; die Wechselrede soll von Pfarrer und Diener übernommen werden. Auch die Schriftlesungen sollten vom durch Frauen und Männer im Wechsel gesprochenen Gloria und Laudamus unterbrochen werden.
In seiner Revision der preußischen Agende von 1856 verband Friedrich Wilhelm IV. das Sündenbekenntnis mit dem Kyrieruf der Gemeinde und das Gloria in excelsis mit dem Gnadenzuspruch. In dieser Gestalt (Sündenbekenntnis – Kyrie – Gnadenzuspruch – Gloria) entsteht eine Kurzform der Beichte, die jedoch nicht dem ursprünglichen Sinn der Gesänge entspricht. Bereits 1879 wurde diese Form in die „Agende für die evangelisch-lutherische Kirche in Bayern“ übernommen. Auch andere Regionen übernahmen dies. Erst in der „Agende für evangelisch-lutherische Kirchen und Gemeinden“ von 1955 folgten Kyrie und Gloria wieder unmittelbar aufeinander.

### Heutige Liturgie

#### Orthodoxe Kirchen
Das Gloria in excelsis bildet in den byzantinischen Kirchen den Höhepunkt des Orthros. An der biblischen Ordnung orientiert beginnt der liturgische Tag der orthodoxen Kirche mit dem Sonnenuntergang, womit die Vesper den ersten Stundengottesdienst des Tages darstellt. In Entsprechung mit der Danksagung für das Lampenlicht in der Vesper erfolgt im Gloria am Ende des Morgengottesdienstes der tägliche Dank für das Sonnenlicht.
Teile des oben genannten Psaltertradition unter Einbeziehung des Gloria haben sich bis heute erhalten. Der palästinisch-monastische Psalter weist kürzere Verse auf als die konstantinopolitanischen Antiphone. Auch er ergänzt Cantica aus anderen biblischen Büchern, die mit dem Gloria abgeschlossen werden. Bei lückenlos stattfindenden Gottesdiensten werden sie einmal, in der vorösterlichen Fastenzeit zweimal pro Woche vollständig vorgetragen.
Lk 2,14  taucht auch losgelöst vom großen Gloria an verschiedenen Stellen der östlichen Liturgie auf.

#### Römisch-katholische Kirche
Das Gloria hatte seinen gebräuchlichsten Platz zunächst am Anfang der eucharistischen Liturgie. In der heutigen Gestalt der römischen Messe findet es sich im Eröffnungsteil. Nach der Konstitution der gottesdienstlichen Versammlung wendet die Gemeinde sich im Kyrie dem erhöhten Herrn zu. An den meisten Sonntagen und (Hoch-)Festen folgt hier das Gloria in excelsis. Im Anschluss tritt die Gemeinde erstmalig als betende Kirche vor Gott (Tagesgebet).
Das große Gloria entfällt an den Sonntagen im Advent und in der Fastenzeit (nicht jedoch bei Festen und Hochfesten in diesen beiden geprägten Zeiten) sowie an Buß- und Trauertagen.

#### Evangelische Kirchen
Der ursprüngliche Volksgesang des Gloria wurde in den reformatorischen Kirchen als Gemeindegesang gestaltet. Im evangelischen Gottesdienst nach Grundform I erhält der Eingangszeit („Eröffnung und Anrufung“) seine Prägung durch die drei aufeinanderfolgenden Gesänge Psalm, Kyrie und Gloria. Diese werden entweder von der Gemeinde oder im Wechsel mit einem Chor ausgeführt.  Dabei folgen Kyrie und Gloria unmittelbar aufeinander. Nach der verbreiteten Straßburger Singfassung bilden beide Gesänge deshalb eine Einheit. Abgeschlossen wird die Anbetung durch das Tagesgebet.
Die Ausgestaltung von Kyrie und Gloria mit Sündenbekenntnis und Gnadenzuspruch zu einer verkürzten Beichte ist vor allem in der unierten Liturgie verbreitet. Wird auf ein Sündenbekenntnis verzichtet und sollen Kyrie und Gloria als eigenständige Wechselgesänge zur Geltung kommen, tritt vor beide Gesänge jeweils ein Vorspruch, der zunächst Sehnsucht und Unvermögen der Gemeinde ausdrückt (Kyrie), dann dazu einlädt, sich auf Gottes Zusage einzulassen und ins Lob einzustimmen (Gloria).
Gemäß dem Gottesdienstbuch, das sich an älteren Vorbildern orientiert, kann das Gloria auch nach dem Empfang des Abendmahls als dankbarer Lobpreis gesungen werden. Dabei wird auch an die jüdische Pessachtradition erinnert, dessen Ritus mit dem Gesang der letzten Hallel-Psalmen endet.
Das Gloria entfällt vom 2. bis 4. Advent, in der Passionszeit (Ausnahme: Gründonnerstag), an Werktagen sowie an Gottesdiensten, deren Charakter es nahelegt, wie dem Buß- und Bettag. Außerdem kann es entfallen, wenn ein Psalm oder das Kyrie besonders entfaltet wird.
Die Nutzung des vollständigen Gloria (EG 180.1) ermöglicht, das Kyrie entfallen zu lassen.
Der Gottesdienst nach Grundform II sieht kein großes Gloria vor.
Im Evangelischen Gesangbuch finden sich die Gloria-Gesänge unter den Nummern 179 und 180.1 bis 180.4. sowie im landeskirchlichen Teil.

#### Anglikanische Kirche
Als das Book of Common Prayer 1552 revidiert und neu herausgegeben wurde, veränderte sich insbesondere die Form des Kommunionsritus. Dieser entfernte sich beträchtlich von der traditionellen Struktur der Messe. Dabei rückte das Gloria ans Ende des Ritus kurz vor den Segen. Diese anglikanische Eigenart wurde 1980 durch eine herkömmliche Alternative ergänzt.

#### Lima-Liturgie
Das Gloria in excelsis wurde auch in die Lima-Liturgie übernommen und erhält auch hier seinen Platz zwischen Kyrie und Tagesgebet. Es wird allgemein an Sonn- und Feiertagen außerhalb der Advents- und Passionszeit angestimmt.

## Musikalische Entwicklung
Das Gloria hat sich als Gemeindegesang im Morgengottesdienst der Ostkirche entwickelt. Darauf deuten die einfachen alten Melodien hin.
Die frühesten gesicherten Berichte über ein von der Gemeinde gesungenes Gloria der Westkirche stammen aus dem Ende des 12. Jahrhunderts, zuvor war das Privileg, das Gloria anzustimmen, dem Papst oder einem Bischof vorbehalten gewesen. Priester durften es nur zu Ostern und an ihrem Weihetag anstimmen. Die erhaltenen Melodien spiegeln beide Praktiken. Sie variieren zwischen großer Einfachheit und besonderer Komplexität. 18 der über 50 mittelalterlichen Melodien finden sich auch in modernen vatikanischen Büchern. Dabei lassen sich zwei Gruppen unterscheiden:
1. Melodien, denen einfache oder komplexe Rezitationsformeln zugrunde liegen.
2. durchkomponierte Melodien, die wiederholte Motive enthalten können, jedoch nicht die Töne der Rezitation in den Mittelpunkt stellen.

Die am häufigsten vertretene mittelalterliche Melodie erscheint nicht in den vatikanischen Editionen. „Sie ist ein hochkomplexes Beispiel für den Rezitationstyp mit rezitierenden Tönen aus »a« und »F«, macht bei Kadenzen häufigen Gebrauch von Melismen auf der Schlußsilbe und ist am zahlreichsten in Fassungen mit Tropus belegt.“ Mit Ausnahme einer kurzen Periode im 15. Jahrhundert scheinen nicht viele neue Melodien des Gloria komponiert worden zu sein. Als Teil des polyphonen Ordinariums der Messe wurde der Text jedoch von den meisten abendländischen Komponisten seit dem 15. Jahrhundert vertont.
Aufgrund seiner Textlänge wird in der einstimmigen römischen Choralmesse für den strophischen Hymnus des Gloria eine syllabische Form bevorzugt und versucht, die Struktur durch Motivwiederholung zu ordnen und zusammenzuhalten. Die frühesten mehrstimmigen Vertonungen von Messetexten sind aus dem 11. Jahrhundert bekannt. Dabei handelt es sich meist um tropierte Kyrie- und Gloriastücke, zumeist Propriumskompositionen. Die erste musikalische Bearbeitungsform stellte das Quart- und Quint-Parallelorganum dar. Die Chorteile blieben zunächst einstimmig, während die Sologesänge mehrstimmig ausgeführt wurden. Dem zweistimmigen Satz wurde bald eine dritte Stimme hinzugefügt. Die Notre-Dame-Schule bildete das Parallelorganum zum schweifenden Organum weiter. Guillaume de Machaut eröffnete die Entwicklung zur zyklischen Messform, indem er das ganze Ordinarium zusammen komponierte.
Im gregorianischen Gesang bleibt das Gloria wie auch die anderen großen Ordinariumsvertonungen zunächst ein Einzelstück. Unter dem Einfluss der mehrstimmigen Messe werden sie zyklisch zusammengefasst.
Im 16. Jahrhundert baute die venezianische Kirchenmusik auf homophone Klangwirkung und Mehrchörigkeit. In diesem Zusammenhang entstand im protestantischen Bereich die Missa als Kurzform der Messe mit Kyrie und Gloria. Die Missa Brevis vertont Gloria und Credo knapp, meist auf alle vier Singstimmen verteilt.
Pionierarbeit leisteten Thomas Münzer, der lateinische Hymnen ins Deutsche übersetzte, und Nicolaus Decius, der das Messordinarium in Form von Liedern zur Ausführung übertrug (u. a. „Allein Gott in der Höh sei Ehr“ als Gloria).